# Georgina Kessel
Georgina Yamilet Kessel Martínez is een Mexicaans politica en econome.
Kessel studeerde economie aan het Autonoom Technologisch Instituut van Mexico (ITAM) en behaalde een doctoraat aan de Columbia-universiteit. Kessel is een tijdlang onderzoekster en hoogleraar geweest aan de ITAM, en heeft gewerkt voor de Mexicaanse munt, de nationale energiecommissie en de oliemaatschappij Petróleos Mexicanos (PEMEX). Van 2006 tot 2011 was zij minister van energie in het kabinet van president Felipe Calderón.